# Bundesstraße 63
Die Bundesstraße 63 (Abkürzung: B 63) in Nordrhein-Westfalen ist mit 41 km Gesamtlänge relativ kurz. Sie führt in Nord-Süd-Richtung von Drensteinfurt über Hamm und Werl nach Wickede (Ruhr) und endet bei Wimbern an der Bundesstraße 7. Zwischen der Anschlussstelle Werl-Nord und der Anschlussstelle Wickede (Ruhr) ist die B 63 unterbrochen und wird durch die Autobahn 445 ersetzt.

## Geschichte
Der Streckenabschnitt zwischen Hamm und Werl wurde 1826/27 erbaut. Hierfür wurden unter anderem Steine vom Abriss des alten Werler Schlosses verwendet.